# 永田ガラ
永田 ガラ（ながた ガラ、女性、1970年 - ）は、日本の時代小説家。ライトノベル作家。京都府出身。

## 人物・経歴
京都府立大学、京都大学大学院で中世・近世日本史を学んだ。新聞社勤務の傍ら小説を書いている。39歳の2009年、投稿作「観」が第16回電撃小説大賞で三次選考に残るも落選。しかし同作が編集部の目にとまり、改稿の上で刊行され、デビューに至った。
筆名は怪獣「ガラモン」にたたずまいが似ていることに由来しているという。

## 作品リスト
- 観 - KAN - （メディアワークス文庫、2010年2月）
- 舞王 - MAIOH - （メディアワークス文庫、2010年5月）
- 夫恋 - FUREN - （メディアワークス文庫、2010年8月）
- 信長の茶会 （メディアワークス文庫、2011年3月）
- 秀吉の交渉人――キリシタン大名小西行長 （メディアワークス文庫、2011年8月）
- 五感を研ぎ澄ませて （メディアワークス文庫、2012年12月）
- 星の眠る湖へ――愛を探しに （メディアワークス文庫、2013年7月）
- あなたのために、ネコはゆく （メディアワークス文庫、2013年12月）
- 内気な美女には野獣を （メディアワークス文庫、2015年6月）